# August Palmér

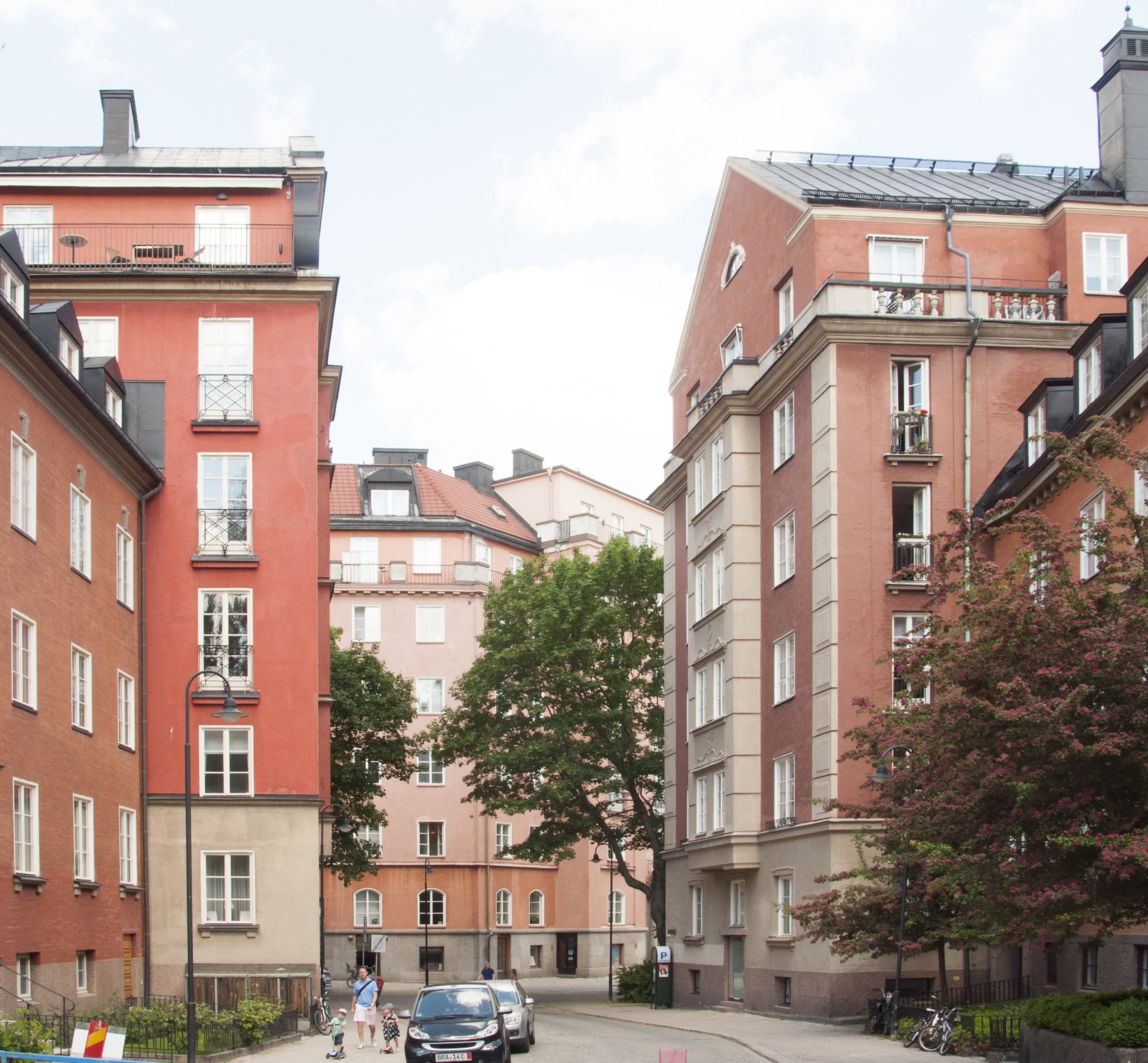
Palmérs båda byggnader, som flankerar infarten till Tysta gatan.

Agnar August Palmér, född 17 januari 1871 i Adolf Fredriks församling i Stockholm, död 9 april 1953 i Hedvig Eleonora församling i Stockholm, var en svensk arkitekt.

## Biografi
Palmér studerade 1892–1897 vid Tekniska Skolan, samtidigt som han praktiserade som dekorationsmålare. Studierna fortsatte 1902–1905 vid Kungliga tekniska högskolan, med påföljande studieresor till Danmark 1917, Tyskland 1921 och Frankrike 1922. 
År 1902 anställdes han på arkitektkontoret Hagström & Ekman. Efter att kontoret upplösts 1918 bedrev han egen verksamhet och ritade bland annat i tjugotalsklassisk stil bostadshus på Wittstocksgatan 12 (1923), Tysta gatan 11–Lützengatan 12 (1925), Tysta Gatan 18–Lützengatan 14 (1926) på Östermalm i Stockholm.
Han var under en period gift med Maria Sofia Lindbom (1866–1939) och därefter från 1905 till sin död med Vilma Skillt (1874–1953). Tillsammans med den senare hustrun fick han dottern Regina 1906 och sonen Per 1911. Dottern Regina Palmér fick i äktenskap med fotografen Louis Huch dottern Aina Palmér som grundade Agnar August Palmérs stiftelse. Sonen Per Palmér blev byggnadsingenjör och far till skådespelaren Peter Palmér.

## Förteckning över uppförda byggnader i Stockholm (urval)
| Fastighet     | Gata                               | Byggnadsår |
| ------------- | ---------------------------------- | ---------- |
| Furiren 15    | Tysta gatan 18 / Wittstocksgatan 8 | 1926-27    |
| Furiren 17    | Wittstocksgatan 12                 | 1922-23    |
| Musketören 1  | Tysta gatan 11 / Lützengatan 12.   | 1923-25    |
| Vattuormen 27 | Jakob Westinsgatan 7               | 1925-27    |
| Vattuormen 30 | Jakob Westinsgatan 8               | 1925-26    |
| Vedbäraren 20 | Grevgatan 68                       | 1924-25    |